# House Party: Tonight's the Night
House Party: Tonight's the Night (Brasil, House Party: A Noite É uma Criança) é um filme americano de comédia diretamente em vídeo de 2013. É a quinta parcela da série de filmes House Party e uma continuação direta das três primeiras. É estrelado por Tequan Richmond e Zac Goodspeed como dois alunos do último ano do ensino médio que decidem dar uma festa enquanto os pais estão fora da cidade. Eles também estão tentando entrar na indústria da música. Os rappers Kid 'n Play, que foram as estrelas originais dos três primeiros filmes, têm uma participação especial no filme. O filme é dirigido por Darin Scott.

## Sinopse
Chris está pronto para ir para a faculdade. Ele percebe que vai deixar seu melhor amigo, Dylan e Autumn Rose, a garota por quem ele tem uma queda desde a segunda série. Para superar sua tristeza por deixar Dylan e Autumn, Chris dá uma última festa que se transforma em um desastre hilário.

## Elenco
- Tequan Richmond como Chris Johnson
- Zac Goodspeed como Dylan
- Tristin Mays como Autumn Rose
- Gary Anthony Williams como Melvin Johnson
- Jacqui Achilleas como Mimi Johnson
- Rolonda Watts como Victoria
- Julie Hartley como Tracey
- Alex McGregor como Morgan
- Keith Powers como Quentin
- Christopher "Kid" Reid e Christopher "Play" Martin como Kid and Play

## Lançamento
Em 30 de agosto de 2012, a Warner Bros. anunciou que faria um quinto filme da série, e seria lançado diretamente em vídeo pela Warner Bros.' Warner Premiere. O filme foi lançado em DVD em 23 de julho de 2013.

## Produção
Em 30 de agosto de 2012, Tambay A. Obenson, da IndieWire, relatou que os Irmãos Hudlin e Kid 'n Play não estariam no filme. O último relatório provou ser falso, já que Kid n' Play aparece no filme. Em 31 de agosto de 2012, Stan Castle, do Atlanta Black Star, relatou que Darin Scott, Don D. Scott e Doug McHenry dirigiriam, escreveriam e produziriam o filme, respectivamente. As filmagens começaram em 24 de setembro de 2012. O filme foi filmado na África do Sul.

## Recepção
Nathaniel Stevens, da Digital Chumps, escreve: "Este filme não é ruim por causa de seu conteúdo. O primeiro filme com o mesmo nome tinha basicamente a mesma premissa e foi um grande sucesso em 1990 (ou pelo menos foi muito bem para o tipo de orçamento em que foi filmado). Dito isso, é óbvio que a fórmula funciona e foi repetida continuamente em muitos filmes diferentes. Você estabelece a premissa principal de que haverá uma enorme festa e depois polvilhe-a com pontos da trama. Mais uma vez, já foi feito e teve sucesso várias vezes. O principal problema com House Party: Tonight's the Night é que todos os pontos da trama no filme são superficiais em termos de configuração ou basta colocá-los como preenchedores de tempo. Não há nada particularmente coerente neste filme que grite 'sólido'."

## Lista de músicas
1. Dangerous – Escrito por Melody Verdugo, Colton Fisher e Jason Rabinowitz – Performado por Chanel Leon
2. Night Will Never End – Escrito por Lauren Vogel e Eric Goldman – Performado por Lauryn Vyce